# Гришинская операция
Гришинская операция — военная операция махновской Революционно-повстанческой армии Украины (РПАУ).
Ещё до заключения союза с большевиками командиром Гришинской группы махновцев был Петр Петренко (Платонов). Повстанческие отряды подчинялись Екатеринославскому повстанческому ревкому. Командиром Гришинской группы был  Григорий Авксентьевич Колос , заместителем - Максименко.

## Предыстория
С началом антигетманского восстания власть гетмана Скоропадского была ликвидирована почти на всей территории Павлоградского и Новомосковского уездов. Местными органами власти стали повстанческие ревкомы и разные атаманы. Все местные повстанцы объединились под единым управлением Екатеринославского повстанческого комитета. Губернским повстанкомом принято решение первый удар направить в сторону Донбасса, чтобы объединить и поддержать местных повстанцев, которые бились с донскими казаками. Повстанцы поставили себе задачу занять линию железной дороги до Гришино и объединить силы повстанцев Донбасса и Екатеринослава.
С этой целью создан отряд из повстанцев Новомосковска Новоднепровска , отряда Максименко и перешедших на сторону повстанцев бойцов Армии УНР.  Всего отряд насчитывал 300 человек. В составе отряда были пехота, кавалерия, подрывной отряд, отряд железнодорожников и службы связи, разведка и санитарный бронепоезд.
20 декабря 1918 года исполком г. Краматорска эвакуировался в Павлоград, где тогда находился Н. Махно, в надежде получить оружие и  помощь в борьбе с наступающими белоказаками.

## История
Еще до съезда Петр Петренко 2 января 1919 года занял Гришино.
3 января 1919 года в вокзальном здании станции Пологи прошел съезд командиров повстанческих отрядов, действовавших в Екатеринославской губернии. На нём присутствовали 40 делегатов, в том числе представители Бахмутского и Мариупольского уездов. На этом съезде создан Оперативный штаб РПАУ и все повстанческие отряды объединены в 5 полков им Н. Махно, каждый из которых держопределенный участок фронта.
Оперативный штаб РПАУ в  январе принял решение развить наступление в донецком направлении в районе станции Гришино. Целью наступления было объединить местные повстанческие отряды, расширить территорию и обеспечить себе тыл с севера. Для выполнения этой задачи была создана группа во главе с Петром Петренко, получившим боевую задачу занять линию Чаплино - Гришино и по возможности станцию Лозовую.
5 января махновцы заняли Александровку и установили там советскую власть.
Для занятия линии Марьинка Петренко выслал отряд братьев Клепенко. Последние руководили боевым участком со своей базы в селе Максимильяновка и Марьинка. Высланный Петром Петренко  в направлении Славянска отряд, дойдя до Краматорска,  5 января вошел в соприкосновение с белогвардейцами и в 12 верстах от города повстанцами был дан бой. В это же время Юзовский штаб (большевистский) арестовал Петренко. Узнав об этом, Нестор Махно отправил отряд повстанцев, который освободил Петренко и других командиров. Начальник штаба анархист Шота был расстрелян, а штаб ликвидирован . После этого инцидента Махно перестал настаивать на создания коалиционного губревкома Донецкой губернии, в состав которого должны были войти анархисты, эсеры и большевики.
Находясь в Гришино, он укреплял и создавал новые повстанческие отряды. Так, в Славянском направлении в его подчинении был отряд Егора Скабельки, в Криворожской волости ему подчинялся отряд Михаила Подопригоры.
8 января отряды белогвардейцев выбили махновцев со станции Гришино, и те заняли оборонительные позиции западнее Гришино.
Участок между Марьинкой и Златоустовкой контролировали местные повстанческие отряды, боровшиеся  с частями генерала Май-Маевского.
В конце февраля мелкие повстанческие отряды не могли сдерживать наступление ВСЮР, и отступали в направлении Гуляйполя. В это время в районе Гришино оказывали сопротивление белогвардейцам отряды Петренко. Они повели наступление на север в район Александровки и на запад в район Синельниково.
В середине января в юзовском направлении через Гришино со стороны Синельниково прорывается красный бронепоезд юзовских рабочих под руководством М. Ахтырского, отбитый накануне у белогвардейцев. Партизанский отряд Ахтырского освобождает Голицыновку и обосновывается на ст. Острый. В феврале 1919 г. Ахтырский берёт Гродовку. 
С приближением советских войск к району действия группы Петренко, часть повстанцев Гришинского отряда остались в рядах РПАУ, а часть влилась в 73-й советский полк.
14 февраля была создана Донецкая группа войск РККА, под начальством комбрига Онищенко. 18 февраля командующий Харьковской группой войск Скачко издал оперативный план, в котором предполагалось присоединить 73-й советский полк ко 2-й бригаде 3-й Украинской советской дивизии, которая входила в состав Донецкой группы войск, а группу Петренко предполагалось передвинуть на юг в район Волновахи.
17 февраля во время наступательной операции в Гришинском направлении бронепоезд махновцев обстрелял станцию Очеретино .
В приказе от 18 февраля по армиям Украинского фронта командиру Харьковской группы Скачко, штаб которого находился в Лозовой, содержалось требование прочно закрепиться в районе Гришино, обеспечить фланг со стороны Донецкого бассейна. Получив приказ, группа Петренко покинула Гришино, уступив часть своих позиций полкам П. Дыбенко.
21 февраля РПАУ вошла в состав Красной армии, как 3-я бригада Заднепровской дивизии. В таком виде повстанцы принимали участие в Боях за Донбасс в январе-мае 1919 года.